# Richard Stoker
Pour les articles homonymes, voir Stoker.
Richard Stoker (8 novembre 1938, Castleford, Yorkshire et mort le 24 mars 2021) est un compositeur et écrivain britannique.

## Biographie
Il commence à jouer du piano à six ans et commence à composer à sept ans. Avec les encouragements d'Arthur Benjamin et de Benjamin Britten, il étudie avec Lennox Berkeley à la Royal Academy of Music. Après avoir gagné la Mendelssohn Scholarship en 1962, il suit les cours de Nadia Boulanger à Paris. Il a été professeur de composition à la Royal Academy of Music pendant 26 ans. Il a été Hon Treasurer et Membre Fondateur de la Royal Academy of Music Guild. Stoker est un Associate du Royal College of Music et un Membre Fondateur de l'Atlantic Council. Il a aussi été acteur (il apparaît dans plus de cent films).

## Œuvres musicales
Stoker a déclaré que le piano est son instrument préféré, avec la guitare le suivant de près. Il a composé de nombreux morceaux pour ces deux instruments. Il a également composé des opéras, un concerto pour piano, trois quatuors à cordes, trois trios pour piano, des cycles de chants, des œuvres chorales, des œuvres orchestrales et de la musique pour orgue.